# Dreammail
Dreammail是一款在Microsoft Windows平台上运行的免费的专业电子邮件客户端软件，用于管理和收发电子邮件。它采用多用户和多账号方式来管理电子邮件，支持 SMTP、ESMTP、POP3等邮件协议，并支持接收Hotmail、Yahoo的Webmail的邮件 ，但不支持IMAP协议，支持SSL加密，却不支持TSL加密。真正采用多线程高速收发邮件。附带增强型远程管理，可以直接查看服务器上邮件的内容、可以在服务器上直接删除邮件；邮件过滤器、黑名单及白名单等组合使用，能有效对付垃圾邮件；DreamMail能自动检测破坏性邮件，增强系统安全；另外，DreamMail还支持特快专递、语音邮件、匿名发送及群组发送等。
DreamMail全面支持 HTML 邮件、邮件模板、邮件签名以及备份和管理电子邮件；特有的破乱码技术，轻松对付各种乱码邮件；内建了邮件压缩存储，能占用更少的硬盘空间；编辑邮件时能自动存盘防止死机断电；拖曳附件到预览窗口即可直接预览；自动删除垃圾邮件和废纸篓。此外，它还集成了许多特色功能，比如：添加账号时自动检索 POP3／SMTP服务器；可以自定义动态滚动新闻；可以删除附件以减少硬盘存储量；能够编辑接收到的邮件；支持显示发件人地址及插入邮件表情等等。

## 历史
- 2000年Dreammail雏形诞生，以曾溪泉，盛泉虎(DreamTiger)为主的团队开发了DreamMail，DreamMail Plus！扩展包，邮件群发软件DreamGroup，编辑软件DreamEdit 、邮件服务器软件DreamServer，还有其它的小的程序，比如：DreamTimer 等等。因为这些软件都是以“Dream”开头的，所以就把他们的工作环境称为梦幻软件工作室。

以前的这些软件都是个人的作品，仅作者和周围的朋友流传使用。随着时间的推移，Dreammail的使用者越来越多了起来。于是这个团队建立了梦幻快车（Dreammail）的官方站点（页面存档备份，存于），同时，建立了官方论坛，将Dreammail系列的软件放到网上以吸引更多的反馈，并吸引更多的人加入到Dreammail的完善上来。
- 2003年9月，李磊加入，主要负责程序美工以及官方主页、论坛。
- 2003年10月，DreamMail发团队建立。

与此同时，还建立了DreamMail管理团队及DreamMail团队。负责管理 DreamMail用户论坛及主页的更新维护，成员除了曾溪泉及李磊外，还有zlhjx、梦雨霖㊣、长江之水天际来、kccl、DanceFire、Red-M、daishizhao 等（DreamMail 的三个团队统称为DreamMail官方团队）。 
- 2004年后，其他队员陆续加入，DM开发团队进一步壮大。
- 自2007年下半年后，该软件在近两年的时间中未进行版本更新。
- 2009年5月份Dreammail推出了一个修正bug的版本。
- 2009年12月6日，该软件推出最新稳定版本 4.6.0.0，并于随后升级为版本4.6.0.1。
- 2018年12月21日，发布6.1.6.50，上线`高速模式`，运行更加高效，上线`阅读追踪`及时获取收信人是否已读，上线`精准分发`群发更高效。

## 当前版本
当前的稳定版本是DreamMail 6.2.9.42(2020-06-11)。
(註：6版提供全新的UI、操作介面和主題，並提供4/5版升級6版的無痛升級，效率有顯著的提昇)。
(註：要反應bug可從官方提供的QQ或者開啟關於對話窗有反應的連結)。
(註：精准分发-群发/邮件追踪-阅读/高速模式

## 主要功能
DreamMail主要功能：
- 多帐号和多用户
- 支持显示发件人所在地理位置
- 支持获取收信人IP/设备/时间信息
- 支持 SMTP、ESMTP、POP3 、IMAP等邮件协议

- 多线程收发
- 高速模式：数据读取更高效
- 群发单显：给多人发送邮件更方便
- 精准分发：数据发送更精准，适用于工资条群发
- 增强型远程管理
- 邮件过滤器、黑名单、白名单
- 反垃圾邮件、检测破坏性邮件
- 全面支持HTML邮件
- 备份和管理电子邮件
- 支持邮件模板、邮件签名
- 内建邮件压缩存储，占用更少硬盘空间
- 动态滚动新闻
- 联系人地址簿
- 共享联系人

## 特色
- 绿色软件
- 添加帐号时自动检索 POP3／SMTP 服务器
- 可以删除附件、减少硬盘存储量
- 可以编辑收进来的邮件
- 破乱码技术，对付各种乱码邮件
- 邮件编辑时定时存盘
- 匿名发送
- 拽拉附件到预览窗口就可以直接预览
- 自动删除垃圾邮件和废纸篓
- 支持群组发送
- 语音邮件
- 远程管理可以直接查看邮件内容
- 便籤
- 数据库安全可靠
- 支持自定义表情输入
- OCR识别